# Вистрорио
Вистрорио (итал. Vistrorio) — коммуна в Италии, располагается в регионе Пьемонт, в провинции Турин.
Население составляет 496 человек (2008 г.), плотность населения составляет 124 чел./км². Занимает площадь 4 км². Почтовый индекс — 10080. Телефонный код — 0125.
Покровителем коммуны почитается святой апостол Варфоломей, празднование 24 августа.

## Демография
Динамика населения:

## Администрация коммуны
- Официальный сайт: